# Александър Василев (революционер)
Вижте пояснителната страница за други личности с името Александър Василев.
Александър Василев Читаклиев, роден в Плоещ в семейство на преселници от Сливен, е български хайдутин, четник в четата на Хаджи Димитър и Стефан Караджа.

## Жизнен път
Александър Читаклиев се ражда във Влашко през 1849 г. в семейството на заможния търговец Васил Александров. Заради добрите материални възможности на родителите си завършва Браилското българско училище, където учителства за кратко време поради оставените добри впечатления. По други сведения учителската си дейност пренася и в град Плоещ. Там през 1867 г. се включва в редовете на БТЦК.
Никола Обретенов пише, че Александър Василев дарява 100 жълтици за въоръжаването на четата и сам се включва в нея. Бил приятел с Иван Попхристов, който става писар на четата.
Когато се записва в четата, е едва на 19 години, което го прави един от най-младите доброволци. Според непотвърдени сведения Александър преди това не е бил в България, но тъй като от семейството му са близки на сливенския Добри войвода, той изразява своята дълбока любов към отечеството си. През 1866 г. Александър публикува със собствени средства в родния си град драмите „Добри войвода“ и „Стоян войвода след падането на българското царство“. Осен това е дарител на Хенрих Дембицки, авторът на „Битката при Върбовка“, която изобразява една от битките на Филип-Тотювата чета.
| „                                                                                        | Любезни и прелюбезни татко! Днес аз отивам в наша земя прадедна, гдето мои прадеди са обитавали. Там ще, мили мой татко, да живея свободно. Радостно ви оставям, мили мой тате, и да простите за добър път целувам ви ръка с Бога оставям. Също милите ми братчета целувам сладичко и да им напомниш за мен дано постъпят и те по моя примерен път. Сбогом, любезни мои родители. Сбогом, сбогом, сбогом, мой тате и любезни братчета, ваш син Александър Василев. Границата на България, Юли 6,1868 година. | “ |
| Откъс от писмото, което той пише на дунавския бряг, преди да преминат в българските земи | |   |

Александър Василев и Арсо Мартинов от Велешко са първите жертви на четата в боя край Карайсенските лозя. Двамата така се увличали, че редовно напускали позициите си, излагайки се на опасност. Караджата на няколко пъти ги връщал, за да не попаднат под кръстосан огън. При поредния такъв опит обаче те не забелязват едно отделение черкези и застават точно пред него, черкезите стрелят и двамата българи умират моментално. Черкезите отиват при тях и започват да събличат дрехите им. До тях се приближават няколко четници и ги разстрелват почти от упор.
В списъка на Христо Македонски на загиналите четници под номер 18 е записан Александър Василев.
След битката байрактарят на четата, Димитър Коджа Ибрахим, отива при тримата убити четници, отрязва главите им и ги погребва.